# Renee Regis
Renee Regis (2 de septiembre de 2005) es una deportista de Reino Unido que compite en atletismo. Ganó dos medallas de plata en el Campeonato Europeo de Atletismo Sub-20 de 2023, en las pruebas de 100 m y 4 × 100 m.

## Palmarés internacional
| Campeonato Europeo Sub-20 | Campeonato Europeo Sub-20 | Campeonato Europeo Sub-20 | Campeonato Europeo Sub-20 |
| Año                       | Lugar                     | Medalla                   | Prueba                    |
| ------------------------- | ------------------------- | ------------------------- | ------------------------- |
| 2023                      | Jerusalén (Israel)        | Medalla de plata          | 100 m                     |
| 2023                      | Jerusalén (Israel)        | Medalla de plata          | 4 × 100 m                 |